# Divizia A 1948-1949
Sezonul 1948-1949 al Diviziei A a fost cea de-a 32-a ediție a Campionatului de Fotbal al României, și a 12-a de la introducerea sistemului divizionar. A început pe 21 august 1948 și s-a terminat pe 13 iulie 1949. IC Oradea a devenit campioana României pentru prima oară în istoria sa, întrucât câștigase deja campionatul Ungariei în 1944.
Primul eșalon a revenit la 14 echipe.

## Echipe
Schimbări de denumiri:
- Libertatea Oradea a devenit IC Oradea,
- AS Armata București a devenit CSCA București,
- Poli Timișoara a devenit CSU Timișoara,
- Universitatea Cluj a devenit CSU Cluj,
- Distribuția București a devenit Petrolul București.

## Clasament
| Loc | Echipă                     | Pct. | MJ | V  | E | Î  | GM | GP | DG  | Calificare sau retrogradare    |
| --- | -------------------------- | ---- | -- | -- | - | -- | -- | -- | --- | ------------------------------ |
| 1.  | CA Oradea (C)              | 37   | 26 | 16 | 5 | 5  | 60 | 36 | +24 | Campioana României             |
| 2.  | CFR București              | 32   | 26 | 14 | 4 | 8  | 61 | 33 | +28 |                                |
| 3.  | Jiul Petroșani             | 30   | 26 | 11 | 8 | 7  | 44 | 40 | +4  |                                |
| 4.  | CFR Timișoara              | 30   | 26 | 12 | 6 | 8  | 47 | 30 | +17 |                                |
| 5.  | CS Târgu Mureș             | 30   | 26 | 13 | 4 | 9  | 51 | 37 | +14 |                                |
| 6.  | CSCA București             | 29   | 26 | 10 | 9 | 7  | 58 | 53 | +5  |                                |
| 7.  | Petrolul București         | 29   | 26 | 11 | 7 | 8  | 47 | 37 | +10 |                                |
| 8.  | Dinamo                     | 28   | 26 | 11 | 6 | 9  | 55 | 50 | +5  |                                |
| 9.  | UTA Arad                   | 27   | 26 | 9  | 9 | 8  | 45 | 34 | +11 |                                |
| 10. | Politehnica Timișoara      | 25   | 26 | 11 | 3 | 12 | 47 | 45 | +2  |                                |
| 11. | CFR Cluj (R)               | 23   | 26 | 9  | 5 | 12 | 39 | 67 | −28 | Retrogradare în Divizia B 1950 |
| 12. | Știința Cluj (R)           | 19   | 26 | 7  | 5 | 14 | 31 | 50 | −19 | Retrogradare în Divizia B 1950 |
| 13. | Metalochimic București (R) | 14   | 26 | 5  | 4 | 17 | 50 | 80 | −30 | Retrogradare în Divizia B 1950 |
| 14. | Gaz Metan Mediaș (R)       | 11   | 26 | 3  | 5 | 18 | 27 | 70 | −43 | Retrogradare în Divizia B 1950 |

1. 1 2 3  Jiul Petroșani în față datorită înfruntărilor directe: Jiul 5 pct, RATA 3 pct, CFT 3 pct. CFR în fața RATA-ei datorită diferenței de goluri mai mare: +17 la +14.
2. 1 2  CSCA în față datorită înfruntărilor directe: CSCA–Petrolul 0–0, Petrolul–CSCA 2–3.

| Câștigătorii Diviziei A, ediția 1948/1949 |
| ----------------------------------------- |
| IC Oradea Primul Titlu                    |

## Rezultate
| Oaspeți ► Gazde ▼                          | CFR | CLU  | CFT | CSC | CSU | CST | DIN | GAZ | ORA | ITA | JIU | MET | PET | RAT |
| ------------------------------------------ | --- | ---- | --- | --- | --- | --- | --- | --- | --- | --- | --- | --- | --- | --- |
| CFR București                              | —   | 12–2 | 0–1 | 5–2 | 1–2 | 2–0 | 5–2 | 2–0 | 2–1 | 3–1 | 5–2 | 4–0 | 1–1 | 0–1 |
| CFR Cluj                                   | 2–1 | —    | 1–3 | 1–1 | 1–0 | 1–2 | 2–5 | 2–2 | 1–2 | 1–0 | 2–2 | 2–1 | 0–2 | 0–0 |
| CFR Timișoara                              | 1–2 | 2–2  | —   | 1–3 | 5–1 | 3–1 | 2–0 | 4–0 | 2–1 | 1–2 | 1–1 | 2–0 | 0–1 | 2–0 |
| CSCA                                       | 1–1 | 1–4  | 3–1 | —   | 3–2 | 5–4 | 0–1 | 3–0 | 3–3 | 4–3 | 3–1 | 2–2 | 0–0 | 0–1 |
| CSU Cluj                                   | 0–1 | 0–1  | 0–2 | 0–0 | —   | 0–2 | 1–1 | 4–2 | 2–3 | 2–1 | 1–1 | 2–1 | 0–0 | 4–1 |
| CSU Timișoara                              | 1–0 | 3–0  | 2–3 | 6–0 | 2–0 | —   | 1–3 | 4–2 | 2–3 | 0–0 | 3–0 | 2–2 | 3–1 | 0–1 |
| Dinamo                                     | 0–1 | 1–0  | 1–0 | 3–3 | 2–2 | 3–2 | —   | 1–2 | 5–2 | 2–0 | 4–1 | 5–3 | 3–5 | 2–2 |
| Gaz Metan                                  | 0–1 | 4–5  | 1–1 | 0–3 | 2–3 | 2–0 | 1–1 | —   | 0–2 | 1–1 | 0–0 | 1–0 | 0–3 | 2–5 |
| IC Oradea                                  | 1–1 | 2–1  | 0–0 | 2–1 | 1–0 | 1–1 | 2–1 | 4–1 | —   | 2–2 | 2–0 | 4–0 | 1–3 | 5–2 |
| ITA Arad                                   | 3–2 | 4–1  | 1–1 | 3–3 | 4–1 | 2–0 | 4–0 | 3–0 | 1–2 | —   | 0–1 | 1–1 | 2–2 | 2–0 |
| Jiul Petroșani                             | 1–1 | 4–1  | 3–2 | 2–2 | 3–0 | 4–0 | 3–2 | 3–1 | 1–0 | 0–0 | —   | 3–2 | 1–0 | 2–1 |
| Metalochimic                               | 2–6 | 9–0  | 1–6 | 2–7 | 1–3 | 2–3 | 1–4 | 5–3 | 1–6 | 2–4 | 4–3 | —   | 2–0 | 3–1 |
| Petrolul București                         | 4–1 | 3–4  | 1–1 | 2–3 | 3–1 | 1–2 | 3–1 | 2–0 | 3–5 | 1–1 | 1–0 | 3–3 | —   | 1–0 |
| RATA                                       | 2–1 | 1–2  | 2–0 | 3–2 | 6–0 | 4–1 | 2–2 | 8–0 | 0–3 | 1–0 | 2–2 | 3–0 | 2–1 | —   |
| Câștigă gazdele; Remiză; Câștigă oaspeții. |     |      |     |     |     |     |     |     |     |     |     |     |     |     |